# Isla de Santa Marina
La isla de Santa Marina o isla de los Jorganes es —con una extensión de 18,5 hectáreas— la mayor de todas las islas del mar Cantábrico, en España. Está cerca de la costa del municipio de Ribamontán al Mar (Cantabria) al que pertenece, en el oriente de la boca de la bahía de Santander. Su aspecto es alargado, completamente llano y cubierta de pradera. Las rocas que la circundan hacen muy peligroso su acceso, y es muy conocida entre los practicantes del surf debido a las buenas olas que suelen crecer en sus inmediaciones.

## Historia
Durante la Edad Media el nombre por el que se la conocía era el de «isla de Don Ponce» (posiblemente a causa de su dueño). El nombre cambió cuando, también en época medieval, se levantó en la isla una ermita dedicada a Santa Marina.
En 1407 Pedro de Hoznayo (o Pedro Gutiérrez de Hoznayo), canónigo de la por entonces colegiata de Santander, fundó en la isla el primer monasterio jerónimo de Cantabria, cerca de las ruinas de la ermita de Santa Marina. De dicho monasterio dependía la iglesia de Santa María de Latas, de la que el propio Pedro era arcipreste.
Entre 1416 y 1420 el monasterio fue cabeza de un priorato, del que dependía Santa Catalina de Monte Corbán. Sin embargo la dureza de la vida en la isla, azotada y aislada por los temporales en invierno, hicieron a los monjes abandonarla para fundar un nuevo monasterio en Corbán. No obstante otros autores discrepan de este dato, aduciendo que en realidad el abandono se produjo por el hecho de que los monjes jerónimos no lograban sustentarse con las rentas otorgadas al monasterio, por lo que se trasladaron al de Corbán; además estas fuentes también señalan que por aquella época (siglo XV) la isla aún no era tal, sino una península. En cualquier caso Santa Marina no quedó abandonada, ya que Pedro de Hoznayo vivió allí hasta su muerte, siendo enterrado en ella, en un sepulcro cubierto con una losa con su efigie. Una vez el monasterio quedó en ruinas, el sepulcro y los restos de su fundador fueron trasladados a Corbán. 
Del monasterio en la actualidad solo quedan restos de las tapias de la huerta y de las antiguas edificaciones. Ya en el siglo XVII la isla pasó a manos de los Jorganes, sus propietarios actuales.